# Вултурешть (комуна, Сучава)
Вултурешть, Вултурешті (рум. Vulturești) — комуна у повіті Сучава в Румунії. До складу комуни входять такі села (дані про населення за 2002 рік):
- Валя-Глодулуй (988 осіб)
- Вултурешть (23 особи)
- Джурджешть (804 особи)
- Жакота (182 особи)
- Мерешть (298 осіб)
- Осой (374 особи)
- Плешешть (664 особи) — адміністративний центр комуни
- Хряцка (449 осіб)

Комуна розташована на відстані 343 км на північ від Бухареста, 17 км на південний схід від Сучави, 99 км на північний захід від Ясс.

## Населення
За даними перепису населення 2002 року у комуні проживали 3782 особи, усі — румуни. Усі жителі комуни рідною мовою назвали румунську.
Склад населення комуни за віросповіданням:
| Релігія       | Кількість осіб | Відсоток |
| ------------- | -------------- | -------- |
| православні   | 3629           | 96,0%    |
| п'ятдесятники | 105            | 2,8%     |
| бретрени      | 14             | 0,4%     |
| старообрядці  | 8              | 0,2%     |
| реформати     | 1              | < 0,1%   |

## Зовнішні посилання
- Дані про комуну Вултурешть на сайті Ghidul Primăriilor [Архівовано 12 жовтня 2012 у Wayback Machine.]